# Lacs du Grand Sud
La région des lacs du Grand Sud, située dans la Province Sud de la Nouvelle-Calédonie, à 75 km au nord-est de Nouméa est la zone humide la plus vaste et la plus originale de la collectivité territoriale, au point de vue de la richesse écologique. Cette zone humide d’importance internationale a été labellisée en 2014 au titre de la convention de Ramsar.

## Caractéristiques
Une étude préliminaire menée par le Muséum national d’histoire naturelle menée en 1998 sur l’ensemble de la Nouvelle-Calédonie a identifié la région des lacs du Grand Sud comme la zone humide la plus vaste et la plus originale d’un point de vue de sa richesse écologique, avec 90 % des formations végétales endémiques.
Le Site est le plus grand réservoir d’eau douce de Nouvelle-Calédonie. Il se compose de zones humides où se rencontrent des arbres, des marécages dominés par des buissons, des rivières, des ruisseaux, des lacs permanents ou saisonniers et un réservoir artificiel.
Cet ensemble est important pour la conservation de plantes et d’animaux endémiques exceptionnels, il abrite des espèces vulnérables et en danger importantes pour le maintien de la diversité biologique dans la région des forêts humides de Nouvelle-Calédonie. Le site comprend un vaste système karstique souterrain et joue un rôle primordial dans la régulation des crues, l’approvisionnement, la qualité de l'eau et la recharge des nappes phréatiques.
Le lac artificiel de Yaté, au centre du site, fournit 20 % des besoins en énergie de la Nouvelle-Calédonie. Les principales menaces qui pèsent sur ses caractéristiques écologiques de cet espace sont les incendies, la sylviculture, les espèces envahissantes et l’exploitation minière.